# 클리오 (기업)
㈜클리오는 대한민국의 화장품 제조ㆍ유통업체이다. 클리오, 페리페라, 구달 등의 브랜드를 보유하고 있다.

## 대표 제품
- 잉크 마뜨 블러 틴트
- 잉크 마뜨 블러 쿠션
- 페리페라 잉크 더 에어리 벨벳 틴트
- 잉크 더 에어리 벨벳 스틱[1]
- 잉크 더 타투 틴트
- 페리페라 잉크 더 벨벳 틴트
- 페리페라 잉크 더 팔레트

## 연혁
- 1993년 10월 설립, '클리오 프로패셔널' 상표 출시
- 2005년 5월 '페리페라' 상표 출시
- 2011년 4월 '구달' 상표 출시
- 2016년 11월 9일 코스닥 상장[2][3]

## 역사
클리오는 1993년 10월에 설립된 대한민국에서 가장 오랜 역사를 가진 메이크업 전문 회사이다. 클리오 브랜드 런칭을 시작으로 2005년 페리페라, 2011년 구달, 2017년 힐링버드를 런칭하였다. 2016년 7월 루이비통모에헤네시(LVMH) 그룹 계열 사모펀드 ‘L 캐피탈 아시아’로부터 5천만달러(한화 573억원) 규모 투자유치에 성공했다. 2016년 11월 ㈜클리오로 코스닥 시장에 상장했다.

## 브랜드
- 페리페라는 클리오가 보유한 대한민국 화장품 브랜드이다. 2011년 최초로 런칭 되었으며 색조 화장품을 생산 및 판매 한다. ㈜ 클리오의 브랜드샵 클럽클리오와 드럭스토어 올리브영, GS왓슨스, 롭스 등에 입점되어 있다.

## 역대 모델
- 소이현(2011년 ~2011년 12월)
- 황정음(2012년 ~ 2013년 8월)
- 손나은(2013년 8월 ~ 2015년 8월)
- 김소현(2015년 8월 ~ 2018년 2월)
- 정다빈, 하나령, 이열음(2018년 2월 ~2019년 1월)
- 이나은(2019년 2월 ~ 2021년 2월)
- 서지수(2019년 10월~ 현재)
- 박이현(2021년 8월~ 현재)
- 김보우(2022년 2월~ 현재)